# H. M. Pulham, Esq.
H. M. Pulham, Esq. és una pel·lícula dramàtica estatunidenca del 1941 dirigida per King Vidor i protagonitzada per Hedy Lamarr, Robert Young i Ruth Hussey. Basat en la novel·la H. M. Pulham, Esq. de John P. Marquand, la pel·lícula tracta sobre un home de negocis de mitjana edat que ha portat una vida conservadora segons les convencions rutinàries de la societat, però que encara recorda la bella jove que una vegada el va treure de la seva closca. Vidor va coescriure el guió amb la seva dona, Elizabeth Hill Vidor. La pel·lícula compta amb una aparició inicial sense acreditar d'Ava Gardner. El febrer de 2020, la pel·lícula es va projectar al 70è Festival Internacional de Cinema de Berlín, com a part d'una retrospectiva dedicada a la carrera de King Vidor.

## Argument
Harry Moulton Pulham Jr. (Robert Young) és un home de negocis conservador i de mitjana edat de Boston, situat en una rutina diària precisa. Té una dona adequada, Kay (Ruth Hussey), amb qui s'ha establert en una relació còmoda encara que sense passió. Tanmateix, no sempre va ser així.
Quan en Harry s'encarrega de la tasca d'organitzar una reunió universitària de vint-i-cinc anys, provoca un salt enrere a una època més de vint anys abans. Després del final de la Primera Guerra Mundial, el seu company de classe i amic de Harvard Bill King (Van Heflin) li aconsegueix una feina a una empresa de publicitat de Nova York, on s'enamora d'un company de feina vivaç i independent anomenada estranyament Marvin Myles (Hedy Lamarr). Tanmateix, tot i que s'estimen, ella no pot encaixar en la seva idea tradicional del paper d'una dona i ell no pot imaginar-se vivint en un altre lloc que no sigui Boston amagat. Així que trenquen la seva relació. En Harry s'enamora i es casa amb una dona del seu propi conjunt social amb les mateixes actituds i supòsits, cosa aprovada pel seu pare (Charles Coburn) i la seva mare (Fay Holden).
En Harry ara està profundament insatisfet amb la seva rutina avorrida. A l'esmorzar, demana a la seva dona que se'n vagi immediatament amb ell, per reavivar el seu amor. Ella rebutja la idea com a poc pràctica i fins i tot ximple. En Harry truca a Marvin i s'organitza per retrobar-se amb ella després d'aquests vint anys. Ell visita el seu apartament a la ciutat. Hi ha espurnes i en Harry està temptat de tenir una aventura. Quan rep una trucada telefònica, ens adonem que ella també està casada. Tots dos s'adonen que no poden recuperar el passat.
Al carrer després de dinar amb Marvin, en Harry veu la seva dona al cotxe intentant cridar la seva atenció. Ella li diu que vol anar-se'n amb ell, tal com va suggerir aquell matí, i ara diu que no és pràctic, però ella ha cancel·lat les seves cites i ha fet les maletes al cotxe i el convenç perquè se'n vagi. Ell sembla feliç.

## Repartiment

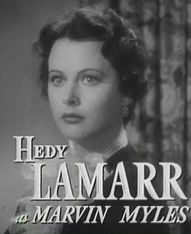
Lamarr interpreta tant a una dona soltera com a una casada a la pel·lícula

- Hedy Lamarr com a Marvin Myles Ransome
- Robert Young com a Harry Moulton Pulham
- Ruth Hussey com a Cordelia 'Kay' Motford Pulham
- Charles Coburn com a John Pulham
- Van Heflin com a Bill King
- Fay Holden com a Sra. John Pulham
- Bonita Granville com a Mary Pulham
- Douglas Wood com el Sr. 'J. T.' Bullard
- Charles Halton com a Walter Kaufman
- Leif Erickson com a Rodney 'Bo-Jo' Brown
- Phil Brown com a Joe Bingham
- David Clyde com a Hugh, el majordom
- Sara Haden com a senyoreta Rollo, la secretària d'en Harry
- Ava Gardner com Young Socialite (sense acreditar)
- Anne Revere com a secretària de John, Miss Redfern (sense acreditar)